# ويلسون هاريس
ويلسون هاريس (بالإنجليزية: Wilson Harris)‏ هو صحفي ومُحرِّر وسياسي بريطاني (وحمل سابقاً جنسية المملكة المتحدة لبريطانيا العظمى وأيرلندا)، ولد في 1883 في بليموث في المملكة المتحدة، وتوفي في 1955 في لندن في المملكة المتحدة. في الانتخابات العامة في المملكة المتحدة 1945 ‏، انتخب عضو برلمان المملكة المتحدة الـ38 عن دائرة جامعة كامبريدج ‏ (5 يوليو 1945 – 3 فبراير 1950).